# Lillian Eichler Watson
Lillian Eichler Watson (1901/1902-25 de junio de 1979) fue una redactora publicitaria y autora de libros de etiqueta de superventas estadounidense. Su primer Book of Etiquette, publicado en 1921 y para el que creó la campaña publicitaria «De nuevo pide... 'Una ensalada de pollo, por favor'», fue un éxito de ventas inmediato y fue seguido por varios volúmenes actualizados y muchos otros libros.

## Primeros años
Lillian Eichler Watson nació en 1901 o 1902. Tenía un hermano, Alfred, siete años menor.
Obtuvo una entrevista de trabajo con la agencia de publicidad de Manhattan Ruthrauff & Ryan en 1919.

## Carrera profesional

### Redactora
Eichler fue contratada por la «grande e importante» agencia de publicidad de Manhattan Ruthrauff & Ryan en 1919 cuando era adolescente, con la ayuda de una conexión familiar.
Entre sus primeras asignaciones estaba escribir la copia publicitaria del jabón para lavar Rinso y crear el popular jingle de Rinso («Rinso white, Rinso white, happy little washday song»).: 81  Eichler fue redactora para Rinso durante aproximadamente diez años.

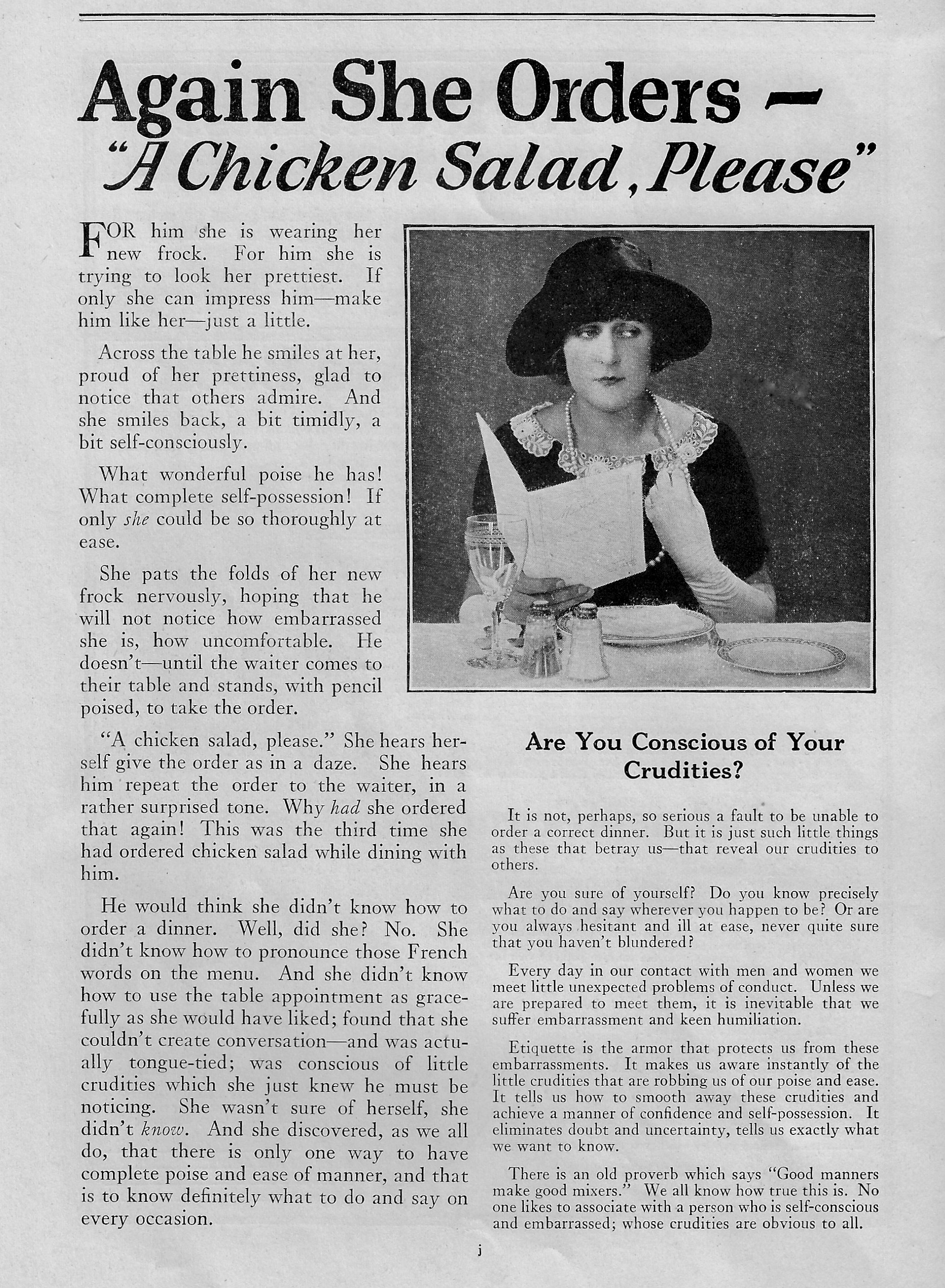
El conocido anuncio de 1921 de Eichler Watson, que escribió para su propio libro Book of Etiquette.

Uno de los nuevos clientes de la agencia era la editorial Doubleday y a Eichler, que entonces tenía 18 años, se le asignó el trabajo de tratar de vender las 1000 copias restantes de la Encyclopedia of Etiquette, impresa anterior a 1900, de Eleanor Holt. Eichler creó un anuncio que mostraba a un invitado derramando café sobre el mantel del anfitrión con la leyenda «Has this ever happened to you?» («¿Te ha pasado esto alguna vez?»). Su campaña tuvo tanto éxito que el inventario se vendió rápidamente, pero los propios libros contenían consejos arcaicos y la mayoría fueron devueltos rápidamente.
Eichler continuó escribiendo textos publicitarios, incluso para Cocomalt, y en 1935, a la edad de 32 años, estaba entrenando a su hermano para que asumiera ese trabajo y le permitiera convertirse en la «persona de ideas» de Ruthrauff & Ryan para toda la lista de clientes de la agencia.

### Libros de etiqueta
Doubleday se dio cuenta de que si la copia de su anuncio podía vender el libro, entonces ella podría ser lo suficientemente buena como para reescribir el libro ella misma. Lo escribió dos meses después de las horas de trabajo.
La versión revisada de Eichler de 1921, The Book of Etiquette, era más moderna y atraía a los jóvenes inmigrantes ansiosos por aprender el comportamiento estadounidense correcto. Ella también escribió el anuncio, titulado «Otra vez ella ordena... 'Una ensalada de pollo, por favor'», que ha sido descrito como «sensacionalmente exitoso» en sus decenas de ediciones desde la primera en 1949 hasta la más reciente en 2013.: 67 El anuncio retrata la difícil situación de una mujer joven que, en una cita con un hombre al que quiere impresionar, no sabe cómo ordenar la cena en un restaurante elegante. Victor Schwab dijo que fue efectivo porque «recreó una situación común y vergonzosa». La «chica de la ensalada de pollo» se convirtió en un punto de referencia nacional. Schwab en 1962 señaló que el titular del anuncio aún se citaba y que, junto con otros titulares de la campaña, había entrado en el lenguaje cotidiano. Los ejemplos incluyen los de otros anuncios creados por Eichler como «What's Wrong in This Picture?» («¿Qué hay de malo en esta imagen?», una frase que Arthur M. Schlesinger le dio crédito por haber acuñado),«Why I Cried After the Ceremony» («Por qué lloré después de la ceremonia»), «May She Invite Him into the House?» («¿Lo invitará ella a la casa?»), «She Ordered Filet Mignon and She Thought it was Fish» («Ella pidió filet mignon y pensó que era pescado») y «Suppose This Happened on Your Wedding Day?» («¿Suponga que esto sucedió el día de su boda?»). Las ilustraciones adjuntas enfatizaron la vergüenza de los retratados. Eichler escribió una secuela, Etiquette Problems in Pictures, que siguió a una pareja joven y socialmente inepta mientras intentaban impresionar a vecinos, empleadores y otros, pero inevitablemente se avergonzaban debido a su falta de conocimiento de las normas sociales. El libro apelaba a «aquellos que aspiraban a la clase media después de la Primera Guerra Mundial» y en particular a los nuevos inmigrantes.
El Book of Etiquette original se publicó como un conjunto de dos volúmenes con bordes dorados y vendió más de dos millones de copias a $ 1,98 cada una. Eichler produjo una edición revisada en 1925; aunque la publicidad se suspendió aproximadamente en 1939, en 1949 una edición de $ 1 todavía generaba 2000 ventas por mes. Para 1959, según Watkins, la edición más reciente "todavía se vendía casi tan rápidamente en las librerías como antes se vendía por correo".
A mediados de los años veinte, Eichler estaba haciendo un programa de radio semanal de 10 minutos en WGBS.
Un crítico de 1949 de una versión revisada advirtió a aquellos que podrían estar «aferrándose a una o dos reglas pasadas de moda que podrían marcarlo como un quisquilloso, antiguo, de estilo 1931», y que podrían actualizar sus modales leyendo el recientemente actualizado The Standard Book of Etiquette de Eichler.
Los libros de Eichler compitieron con los de Emily Post y los dos se alternaron para los libros con las mejores posiciones de ventas. Mientras que el libro de Post de 1921, Etiquette in Society, in Business, in Politics, and at Home, parecía formal y distante, el libro de Eichler, como lo describe el crítico literario Edmund Wilson, era «amigable y accesible». Con frecuencia vendía más que Post, lo que, según su biógrafa Laura Claridge, enfureció bastante a Post porque «una hija adolescente de inmigrantes judíos se atreviera a escribir un libro sobre etiqueta». El editor de Post en sus anuncios enfatizó la autoridad relativa que Post tenía para «compartir conocimientos valiosos» a los que tenía acceso único debido a su posición en la sociedad. En 1923, los anuncios del libro de Post hacían comparaciones directas sobre la naturaleza de apelar al miedo de la publicidad del libro de Eichler: «Ejemplo amistoso, no ridículo».
Eichler Watson continuó actualizando sus libros de etiqueta con varias ediciones nuevas durante los siguientes 30 años.

### Otros escritos
Eichler también escribió obras de ficción y no ficción. Su The Customs of Mankind, una obra de 800 páginas, se convirtió en un éxito de ventas en Inglaterra. Otras obras de no ficción incluyeron Well-Bred English (1926) y The Art of Conversation. Las obras de ficción incluyeron Still Born.

## Impacto
Claridge llamó a Eichler «sin duda la gran figura olvidada de las costumbres estadounidenses». El libro de 1941 How to Get a Job and Win Success in Advertising (Cómo conseguir un trabajo y tener éxito en la publicidad), coeditado por Eichler, decía que  «Again She Orders... ‘A Chicken Salad Please’» había «allanado el camino para Emily Post y ayudado a elevar el nivel general de cultura en este país». New Outlook en 1935 dijo que había «hecho que el país fuera consciente de la etiqueta».

## Vida personal
Eichler se casó con Tobias F. Watson en 1928 y tuvo dos hijos. En 1941, ella y Watson construyeron una casa de estilo Tudor de 20 habitaciones en Jackson Heights, Queens, que fue declarada un hito, pero finalmente fue demolida por la ciudad de Nueva York en 2011 después de esfuerzos fallidos para salvarla.